# شييمون مورايس
شيمون دا سيلفا مورايس (بالإنجليزية: Sheymon da Silva Moraes؛ مواليد 11 أكتوبر 1990) هو مقاتل فنون القتال المختلطة أمريكي.

## وصلات خارجية
- شييمون مورايس على موقع يو إف سي (الإنجليزية)
- شييمون مورايس على موقع شيردوغ (الإنجليزية)
- شييمون مورايس على موقع IMDb (الإنجليزية)